# Ruta 60 (Uruguay)
La Ruta Nacional N.º 60 es una de las carreteras nacionales de Uruguay. Fue designada con el nombre de Coronel Manuel Francisco Artigas por ley N.º 15.497, del 6 de diciembre de 1983.

## Trazado
Esta carretera atraviesa los departamentos de Lavalleja y Maldonado uniendo de norte a sur, la ruta 12 en las cercanías de la ciudad de Minas, con la ruta 9 a la altura de la ciudad de Pan de Azúcar.

## Características
Esta ruta forma parte de la red secundaria de carreteras nacionales, presentando en todo su recorrido tratamiento bituminoso y su estado actual es excelente.
En su recorrido atraviesa zonas muy agrestes y escarpadas, son frecuentes las cuestas muy pronunciadas.

### Obras
En abril de 2019 fue inaugurada la obra de rehabilitación de la carretera en toda su extensión, desde el kilómetro 12 en Pan de Azúcar hasta el kilómetro 50 en el empalme con la ruta 12, al sur de la ciudad de Minas. La obra consistió en un reciclado de la base con cemento pórtland en 20 centímetros de espesor y un pavimento tipo cape seal (tratamiento bituminoso simple más micropavimento). Además incluyó la construcción de un puente insumergible sobre el arroyo Minas Viejas, y una rotonda en el empalme con la ruta 12. La obra tuvo un costo de total de aproximadamente 8,2 millones de dólares.